# شيرلي (فلم 2020)
شيرلي (بالإنجليزية: Shirley) فيلم دراما أمريكي عن سيرة ذاتية صدر عام 2020، من إخراج جوزفين ديكر، وسيناريو سارة جوبينز، استنادًا إلى الرواية التي تحمل نفسه العنوان، لسوزان سكارف ميريل، والتي شكلت «قصة خيالية إلى حد كبير» حول حياة الروائية شيرلي جاكسون الحقيقية. الفيلم من بطولة إليزابيث موس (في دور جاكسون) مع مايكل ستولبارغ وأوديسا يونغ ولوجان ليرمان. كان العرض الأول لفيلم شيرلي في مهرجان صندانس السينمائي في 25 يناير 2020 حيث فازت المخرجة ديكر بجائزة لجنة التحكيم. صدر الفيلم في 5 يونيو 2020 لشركة التوزيع نيون، وتلقى تعليقات إيجابية، مع الثناء على أداء البطلة إليزابيث موس.

## طاقم التمثيل
- إليزابيث موس: في دور شيرلي جاكسون
- مايكل ستولبارغ: في دور ستانلي إدجار هايمان
- أوديسا يونغ: في دور روز نيمسر/ بولا
- لوجان ليرمان: في دور فريد نيمسر
- فيكتوريا بيدريتي: في دور كاثرين
- أورلا كاسيدي: في دور كارولين
- روبرت ووهل: في دور راندي فيشر[3]

## أحداث الفيلم
ينتقل الزوجان الشابان فريد وروزي نيمسر (شخصيات خيالية) للعيش مع ستانلي هايمان وشيرلي جاكسون حيث يبدأ فريد وظيفته في كلية بنينجتون، حيث يعمل ستانلي أيضًا كأستاذ. بمجرد وصولهم، يطلب ستانلي من روزي الحامل أن تتولى الأعمال المنزلية، حيث أصبحت شيرلي عاجزة بسبب المرض العقلي وإعاقة الكاتب (حالة نفسية تحدث للكاتب حيث يفقد فيها القدرة على إنتاج عمل جديد أو يواجه تباطؤًا إبداعيًا). شيرلي مهووسة بقصة امرأة شابة إختفت مؤخرًا من حرم بنينجتون الجامعي وتريد أن تكتب قصتها. شيرلي وستانلي لديهم رغبة شاذة في تحطيم فريد وروزي نفسيًا عن طريق التسبب في توترات في زواجهما، وتخريب عمل فريد في المنصب الأكاديمي. يبدأ تصدع عائلة نيمسر ببطء تحت ضغط تلاعب ستانلي وإساءة استخدام شيرلي، تكتسب شيرلي وضوحًا متزايدًا وعزمًا على إنهاء روايتها. بحلول الوقت الذي كانت فيه روزي على وشك الإنتحار وتأكد ستانلي من أن فريد لن يتم تعيينه أبدًا في بنينجتون، أكملت شيرلي روايتها وأعلن ستانلي أنها تحفة فنية. تشعر شيرلي ببعض الأسف لفترة وجيزة لتدمير عائلة نيمسر، لكنها سرعان ما تنسى ذلك وترقص فرحًا مع ستانلي.

## صدور الفيلم
عرض الفيلم لأول مرة في مهرجان صندانس السينمائي في 25 يناير 2020، وفازت المخرجة ديكر بجائزة لجنة التحكيم، وبعد فترة وجيزة، حصلت شركة نيون على حقوق توزيع الفيلم، وتم إصداره في 5 يونيو 2020.

## استقبال الفيلم
- منح موقع الطماطم الفاسدة تقييم يبلغ 88٪ بناءً على رأي 188 ناقد، وكتب الإجماع النقدي للموقع: «نظرًا للعمل المتميز من إليزابيث موس، أصبح للفيلم موضوعًا رائدًا من خلال سيرة ذاتية تتجاهل الحدود المقبولة عمومًا للشكل»،[9] ومنح موقع ميتاكريتك الفيلم 76 من أصل 100 بناءً على آراء 39 ناقدًا، يشيرون إلى أراء إيجابية بشكل عام.[10] إنتقد لورنس جاكسون هايمان، نجل الروائية شيرلي جاكسون، تصوير الفيلم لوالديه، مشيرًا إلى أنه «إذا حضر شخص ما إلى الفيلم وهو لا يعرف شيئًا عن والديّ، فسيغادر بالتأكيد معتقدًا أن والدتي كانت مدمنة كحول وأن والدي كان ناقدًا لئيمًا.» كما أعرب عن أن الفيلم، في رأيه، فشل في تصوير روح الدعابة لدى جاكسون.[11] كتبت «هاربر بازار» مجلة الأزياء الأمريكية إن الفيلم: «دراما مؤثرة ومقلقة نفسيا»، مشيرة إلى أنه «يعتمد بشكل فضفاض على الحياة الواقعية... بعيدًا عن سيرة ذاتية تقليدية، وبدلاً من ذلك يلعب على استعارات الرعب الخاصة بعمل جاكسون لجذب المشاهدين داخل كتاب المؤلفة الرائع».[12] أشارت «إن بي سي نيوز» إلى أن الفيلم «يجسد الشعور، بينما تصيبك القشعريرة في عمودك الفقري، بأن كتابة جاكسون متقنة بمهارة، في حين أن العديد من الشخصيات حقيقية، فإن معظم كتاب ميريل خيالي، مما قد يربك المشاهد، قد يكون هناك أشخاص يعتقدون أن شيرلي جاكسون كانت شريرة، بلا أطفال وغير قادرة على الاستحمام وتغذية نفسها، وهذا أمر مؤسف».[13]

- حصل الفيلم على جائزة لجنة التحكيم الدرامية الأمريكية الخاصة: صناعة الأفلام من الأعمال الأدبية، تسلمت الجائزة للمخرجة جوزفين ديكر.[14]

## وصلات خارجية
- مقالات تستعمل روابط فنية بلا صلة مع ويكي بيانات